# Eckhard Leue
Eckhard Leue, född den 20 mars 1958 i Magdeburg, Tyskland, är en östtysk kanotist.
Han tog OS-brons i C-1 1000 meter i samband med de olympiska kanottävlingarna 1980 i Moskva.